# Assedio di Shiroishi
La battaglia del castello di Shiroishi (白石城の戦い?, Shiraishi jō notatakai) avvenne nel 1600 nel sud della provincia di Mutsu.
Shiroishi era un castello a sud della città di Sendai, controllato da un servitore di Uesugi Kagekatsu, Amakasu Kagetsugu. Il clan Uesugi a sua volta fu uno dei principali sostenitori di Ishida Mitsunari.
Date Masamune e Mogami Yoshiaki, daimyō di grandi domini vicini, assediarono il castello su ordine di Tokugawa Ieyasu, il quale voleva sottomettere gli Uesugi, iniziando dall'area del monte Shinobu. Masamune iniziò l'attacco il 24 luglio bruciando una parte del castello che si arrese il giorno successivo. Questo assedio iniziò gli scontri tra gli Uesugi e la coalizione Date-Mogami nel nord del Giappone a cui seguiranno gli attacchi Uesugi da parte di Naoe Kanetsugu contro i castelli di Hataya, Kaminoyama e Hasedo.